# Color (album)
Color – trzeci album japońskiej grupy NEWS, wydany 19 listopada 2008 roku. Krążek został wydany w dwóch wersjach: regularnej (z utworem bonusowym) i limitowanej. Album zajął pierwsze miejsce na listach Oriconu i stał się kolejnym albumem grupy, jakiemu się to udało.

## Lista utworów
| #  | Tytuł                                                                               | Autor                                    | Muzyka                          | Długość |
| -- | ----------------------------------------------------------------------------------- | ---------------------------------------- | ------------------------------- | ------- |
| 1  | Weeeek (wersja limitowana)                                                          | Greeeen                                  | Greeeen                         | 3:48    |
| 2  | Stardust (wersja limitowana)                                                        | Nami, Pa-non                             | Takuya Watanabe                 | 4:12    |
| 3  | Summer Time (wersja limitowana)                                                     | Zopp, Lowarth (rap)                      | Red-T                           | 4:25    |
| 4  | Snow Express (wersja limitowana)                                                    | Shizuka Izyūin, Yamashita Tomohisa (rap) | Tatsuro Yamashita               | 4:15    |
| 5  | Forever (wersja limitowana)                                                         | Mihiro Kizuki, Heroism (rap)             | Youji Noi                       | 4:33    |
| 6  | Mola (wersja limitowana)                                                            | Daisuke "DI" Imai                        | Daisuke "DI" Imai               | 3:32    |
| 7  | Kesenai (wersja limitowana)                                                         | Azuki                                    | Kentarō Hukushi                 | 5:55    |
| 8  | Ordinary (wersja limitowana)                                                        | Ryō Nishikido                            | Ryō Nishikido                   | 3:37    |
| 9  | Minna ga Iru Sekai o Hitotsu ni Ai o Motto Give & Take Shimashō (wersja limitowana) | Zopp                                     | Heroism                         | 4:20    |
| 10 | Murarisuto (wersja limitowana)                                                      | Tomoya Kinoshita                         | Tomoya Kinoshita                | 4:00    |
| 11 | Taiyō no Namida (wersja limitowana)                                                 | Michio Kawano                            | Michio Kawano                   | 4:21    |
| 12 | Smile Maker (wersja limitowana)                                                     | 0 Soul 7                                 | 0 Soul 7                        | 3:51    |
| 13 | Happy Birthday (wersja limitowana)                                                  | Seamo                                    | Seamo, Shintaro "Growth" Izutsu | 3:48    |
| 14 | Fly Again (wersja limitowana)                                                       | Azuki                                    | Heroism                         | 3:25    |
| 15 | Towairo no Koi (bonus na wersji regularnej)                                         | M-Takeshi                                | Stefan Aberg, Shusui            | 4:12    |